# Ali Huseynli
Ali Huseynli est un homme politique azerbaïdjanais, membre des IIe, IIIe, IVe, Ve, VIe  législatures de l'Assemblée nationale d'Azerbaïdjan.

## Biographie
Ali Huseynli est né le 8 octobre 1968 à Bakou. Il est diplômé de la faculté de droit de l'Université d'État de Bakou. Il parle anglais et russe.

### Carrière
Ali Huseynli est membre de l'Assemblée nationale, premier vice-président de l'Assemblée nationale, président de la commission de la politique juridique et de l'édification de l'État de l'Assemblée nationale. Il est membre du Conseil mondial de coordination des Azerbaïdjanais. En 1996-2000, il a été assistant du président de l'Assemblée nationale de la république d'Azerbaïdjan.
Il est le chef du groupe de travail sur les relations interparlementaires Azerbaïdjan-Hongrie.

### Famille
Ali Huseynli est marié et a deux enfants.